# Émile Carrère
Pour les articles homonymes, voir Carrère.
Pas d'image ? Cliquez ici

a Compétitions nationales et continentales officielles uniquement.

Émile Carrère, né le 21 janvier 1937 à Dax (Landes) et mort le 10 septembre 1964 dans un accident de la route à Lesperon est un joueur de rugby à XV français, qui évolue avec l'US Dax au poste d'arrière.

## Biographie
Le 10 septembre 1964, sur le chemin du retour vers Dax à l'issue d'un match amical à Bordeaux contre le CA Bordeaux-Bègles, il trouve la mort aux environs de Lesperon dans un accident de la route en compagnie de ses coéquipiers Jean Othats et Raymond Albaladejo, à la suite d'un accrochage avec un camion, envoyant le véhicule des trois joueurs s'encastrer dans un arbre en bordure de route,. 
En mémoire de ces disparitions, l'abbé Michel Devert transforme un bâtiment du patrimoine ecclésiastique en la chapelle Notre-Dame-du-Rugby (située sur la commune de Larrivière-Saint-Savin (Landes) entre Mont-de-Marsan et Aire-sur-l'Adour,).

## Palmarès en club
Avec l'US Dax
- Championnat de France :
  - Vice-champion (1) : 1961